# Ron Harris
Ronald Edward Harris, detto Ron (Londra, 13 novembre 1944), è un ex calciatore e allenatore di calcio britannico, che ha giocato come difensore dagli anni sessanta agli anni ottanta.
Harris detiene il record del maggior numero di presenze totali con la maglia del Chelsea: 795. Inoltre, nessuno ha fatto più apparizioni di lui con la maglia dei Blues sia nel campionato inglese sia in FA Cup. Per la sua statura e prorompenza come difensore, si guadagnò in quegli anni il soprannome di Chopper.

## Carriera

### Giocatore
Harris mosse i suoi primi passi da giocatore nel vivaio del Chelsea, con il quale nel 1961 vinse l'edizione riservata alle squadre giovanili dell'FA Cup. L'anno seguente, fu notato dall'allenatore d'allora, Tommy Docherty, il quale lo volle con sé in prima squadra. La sua partita d'esordio si concluse con una vittoria per 1-0 contro il Sheffield Wednesday. Assieme a Peter Bonetti, Peter Osgood e Bobby Tambling, egli faceva parte del noto processo di rinnovamento attuato dal manager.
Non appena la squadra tornò in First Division, Harris si fece conoscere in tutta l'Inghilterra per una serie di brillanti prestazioni durante i match disputati. Il suo primo trofeo ufficiale fu una Carling Cup conquistata nel 1965 dopo la finale col Leicester City. Lo stesso anno, il Chelsea era stato sempre in lotta per il campionato, ma sfortunatamente alla fine si piazzò solamente terzo. Quando l'anno successivo Terry Venables lasciò la sua formazione per trasferirsi nel Tottenham, egli divenne il più giovane capitano inglese dell'epoca, conducendo la squadra ad una finale di FA Cup persa 2-1 proprio contro i cugini Spurs.
L'occasione della rivalsa giunse nel 1970, quando il team londinese, col grande apporto psicologico di Harris, divenuto a tutti gli effetti un vero leader sul campo, vinse dopo una finale travagliata contro il Leed United per 2-1. Da allora, inoltre, si innescò una piuttosto profonda rivalità tra le due squadre.
Durante la stagione successiva, Harris portò nuovamente il Chelsea alla vittoria, stavolta contro il Real Madrid ad Atene, conquistando il trofeo più importante di tutta la sua carriera: la Coppa delle Coppe. Lo stesso anno, la sua formazione ebbe la possibilità di vincere la Carling Cup, ma fu eliminata in finale dallo Stoke City.
Harris giocò per il Chelsea anche durante il resto degli anni 70, assistendo ad un periodo di profonda decadenza per il team, nel quale dovette persino cedere il posto da capitano al diciottenne Ray Wilkins.

### Giocatore-allenatore
Nell'estate 1980, Harris lasciò l'amato Chelsea per firmare un contratto col Brentford, squadra nella quale ricoprì il ruolo sia di giocatore che di allenatore per tre anni. Successivamente, dal 1984 al 1985, ricoprì il medesimo incarico nell'Aldershot, per poi concludere definitivamente la propria carriera.

## Statistiche

### Presenze e reti nei club
| Stagione         | Squadra          | Campionato       | Campionato | Campionato | Coppe nazionali | Coppe nazionali | Coppe nazionali | Coppe continentali | Coppe continentali | Coppe continentali | Altre coppe | Altre coppe | Altre coppe | Totale | Totale |
| Stagione         | Squadra          | Comp             | Pres       | Reti       | Comp            | Pres            | Reti            | Comp               | Pres               | Reti               | Comp        | Pres        | Reti        | Pres   | Reti   |
| ---------------- | ---------------- | ---------------- | ---------- | ---------- | --------------- | --------------- | --------------- | ------------------ | ------------------ | ------------------ | ----------- | ----------- | ----------- | ------ | ------ |
| 1961-1962        | Chelsea          | FD               | 3          | 0          | FACup+CdL       | 0+0             | 0               | -                  | -                  | -                  | -           | -           | -           | 3      | 0      |
| 1962-1963        | Chelsea          | SD               | 7          | 0          | FACup+CdL       | 0+0             | 0               | -                  | -                  | -                  | -           | -           | -           | 7      | 0      |
| 1963-1964        | Chelsea          | FD               | 41         | 2          | FACup+CdL       | 3+1             | 0               | -                  | -                  | -                  | -           | -           | -           | 45     | 2      |
| 1964-1965        | Chelsea          | FD               | 42         | 2          | FACup+CdL       | 5+6             | 0               | -                  | -                  | -                  | -           | -           | -           | 53     | 2      |
| 1965-1966        | Chelsea          | FD               | 36         | 2          | FACup+CdL       | 6+0             | 0               | CdF                | 10                 | 0                  | -           | -           | -           | 52     | 2      |
| 1966-1967        | Chelsea          | FD               | 42         | 0          | FACup+CdL       | 7+3             | 0               | -                  | -                  | -                  | -           | -           | -           | 52     | 0      |
| 1967-1968        | Chelsea          | FD               | 40         | 0          | FACup+CdL       | 5+1             | 0               | -                  | -                  | -                  | -           | -           | -           | 46     | 0      |
| 1968-1969        | Chelsea          | FD               | 40         | 0          | FACup+CdL       | 5+3             | 0               | CdF                | 4                  | 0                  | -           | -           | -           | 52     | 0      |
| 1969-1970        | Chelsea          | FD               | 30         | 0          | FACup+CdL       | 8+3             | 0               | -                  | -                  | -                  | -           | -           | -           | 41     | 0      |
| 1970-1971        | Chelsea          | FD               | 38         | 1          | FACup+CdL       | 3+4             | 0               | CdC                | 9                  | 0                  | CS          | 1           | 0           | 55     | 1      |
| 1971-1972        | Chelsea          | FD               | 41         | 0          | FACup+CdL       | 3+9             | 0               | CdC                | 4                  | 1                  | -           | -           | -           | 57     | 1      |
| 1972-1973        | Chelsea          | FD               | 42         | 1          | FACup+CdL       | 3+7             | 0               | -                  | -                  | -                  | -           | -           | -           | 52     | 1      |
| 1973-1974        | Chelsea          | FD               | 36         | 2          | FACup+CdL       | 2+1             | 0               | -                  | -                  | -                  | -           | -           | -           | 39     | 2      |
| 1974-1975        | Chelsea          | FD               | 42         | 0          | FACup+CdL       | 2+4             | 0               | -                  | -                  | -                  | -           | -           | -           | 48     | 0      |
| 1975-1976        | Chelsea          | SD               | 40         | 0          | FACup+CdL       | 4+1             | 0               | -                  | -                  | -                  | -           | -           | -           | 45     | 0      |
| 1976-1977        | Chelsea          | SD               | 19         | 0          | FACup+CdL       | 2+1             | 0               | -                  | -                  | -                  | -           | -           | -           | 22     | 0      |
| 1977-1978        | Chelsea          | FD               | 37         | 1          | FACup+CdL       | 4+1             | 0               | -                  | -                  | -                  | -           | -           | -           | 42     | 1      |
| 1978-1979        | Chelsea          | FD               | 40         | 0          | FACup+CdL       | 1+1             | 0               | -                  | -                  | -                  | -           | -           | -           | 42     | 0      |
| 1979-1980        | Chelsea          | SD               | 39         | 2          | FACup+CdL       | 1+2             | 0               | -                  | -                  | -                  | -           | -           | -           | 42     | 2      |
| Totale Chelsea   | Totale Chelsea   | Totale Chelsea   | 655        | 13         |                 | 112             | 0               |                    | 27                 | 1                  |             | 1           | 0           | 795    | 14     |
| 1980-1981        | Brentford        | TD               | 29         | 0          | FACup+CdL       | 3+2             | 0               | -                  | -                  | -                  | -           | -           | -           | 34     | 0      |
| 1981-1982        | Brentford        | TD               | 20         | 0          | FACup+CdL       | 1+2             | 0               | -                  | -                  | -                  | -           | -           | -           | 23     | 0      |
| 1982-1983        | Brentford        | TD               | 9          | 0          | FACup+CdL       | 1+4             | 0               | -                  | -                  | -                  | -           | -           | -           | 14     | 0      |
| 1983-1984        | Brentford        | TD               | 3          | 0          | FACup+CdL       | 0+2             | 0               | -                  | -                  | -                  | -           | -           | -           | 5      | 0      |
| Totale Brentford | Totale Brentford | Totale Brentford | 61         | 0          |                 | 15              | 0               |                    | -                  | -                  |             | -           | -           | 76     | 0      |
| Totale carriera  | Totale carriera  | Totale carriera  | 716        | 13         |                 | 127             | 0               |                    | 27                 | 1                  |             | 1           | 0           | 871    | 14     |

## Palmarès

### Club

#### Competizioni nazionali
- Coppa di Lega inglese: 1

Chelsea: 1964-1965
- Coppa d'Inghilterra: 1

Chelsea: 1969–1970

#### Competizioni internazionali
- Coppa delle Coppe: 1

Chelsea: 1970-1971

## Curiosità
- Dopo il suo ritiro dal professionismo, Harris scrisse un'autobiografia dal nome Chopper: A Chelsea Legend. Inoltre, a Stamford Bridge una suite privata è stata nominata in suo onore col suo nome.
- Il 13 novembre 2007 prese parte al programma "60 minutes with...", intervistato da David Knight.